# Trgovački centar
Trgovački centar, tržni centar ili prodajni centar (što se zapravo odnosi na glavni distribucijski centar nekog preduzeća) (ili engleska pozajmica šoping centar), naziv je za niz maloprodajnih trgovina i drugih uslužnih objekata različitih branši. Ponekad se u prodajnim centrima nalaze i drugi sadržaji, kao što su na primer centri za fizički trening, frizerski saloni, zalogajnice i bioskopi. Vlasnici trgovina su uglavnom iznajmljivači prostora. Šoping centar je moderni, prevashodno severnoamerički (engl. Shopping mall), termin za formu trgovačkog područja u kome jedna ili više zgrada formira kompleks prodavnica s međusobno povezanim stazama koje omogućavaju kupcima da pređu od jedinice do jedinice. Prodajna arkada je specifični tip prodajno prostora koji je osoben po tome što povezujuće prolaze ne poseduje jedan vlasnik i što su otkriveni. Tržišni centri su 2017. godine sačinjavali 8% maloprodajnog prostora u Sjedinjenim Državama.
Mnoge rane tržne arkade kao što su Berlington arkada u Londonu, Galerija Vitorio Emanuel II u Milanu, i brojne arkade u Parizu su poznate i još uvek su popularne. Međutim, mnoge manje arkade su bile srušene, zamenjene velikim centrima ili „molovima”, tako da su pristupačne za vozila. Tehničke inovacije kao što su električni liftovi i eskalatori su uvedeni od početka kasnog 19. veka.
Od kasnog 20. veka, započelo se sa dodavanjem mesta za zabavu kao što su bioskopi i restorani. Kao jedinstvena građevina, rani su trgovački centri često su bili arhitektonski značajne građevine, što je omogućilo bogatijim korisnicima da kupuju robu na mestima zaštićenim od vremenskih prilika.

## Tip gradnje
Trgovački centri ponekad se grade kao jedna velika, monolitna zgrada u kojoj se nalazi puno trgovina različitih veličina koje lako menjaju svoje dimenzije. Laka promena dimenzija lokala postiže se tako što se nosivost u prodajnom prostoru ne postiže nosivim zidovima nego nosivim stubovima, pa je u trgovačkom centru lako stvarati trgovine proizvoljne kvadrature upotrebom pregradnih zidova od gips-kartonskih ploča. Takvi su zahvati olakšani time što monolitni centri imaju zajedničke sanitarne prostorije, ponekad i više njih na jednom spratu trgovačkog centra.

## Specifičnosti po državama
U većini zapadnoevropskih zemalja oblik prodaje u zajedničkom otvorenom prostoru sa štandovima najčešće je prisutan na pijacama hrane odnosno mlečnih, suvomesnatih proizvoda i ribe, dok se ostali oblici robe najčešće prodaju u zasebnim prostorima. U državama nastalim raspadom Sovjetskog Saveza često se na štandovima u velikim trgovačkim centrima prodaju svi oblici robe, osim luksuzne i farmaceutske robe. 
Jedan manji broj trgovačkih centara mešovitog je oblika, gde investitor gradnje i vlasnik samog objekta koristi veći deo objekta, a u manjem delu objekta iznajmljuje se jedan ili više poslovnih prostora.

## Istorija
Jedan od najranijih primera javnih trgovačkih oblasti potiče iz antičkog Rima u čijim forumima su bili locirani tržni centri. Jedan od najranijih javnih tržnih centara je bilo Trajanovo tržište u Rimu, locirano u Trajanovom forumu. Trajanovo tržište je verovatno izgrađeno oko 100-110 godine po planu Apolodora iz Damaska i smatra se najstarijim tržnim centrom na svetu – pretečom današnjih trgovačkih centara. Veliki bazar Istanbula je bio izgrađen u 15. veku i još uvek je jedan od najvećih pokrivenih tržnih centara na svetu, sa više od 58 ulica i 4.000 prodavnica. Brojne druge pokrivene trgovačke arkade, kao što je Al-Hamidijah Souk u Damasku, Sirija iz 19. veka, isto tako se mogu smatrati prekurzorima današnjih trgovačkih centara. Isfahanski Veliki bazar, koji je uglavnom pokriven, potiče iz 10. veka. Deset kilometara dug, pokriveni Teheranski veliki bazar isto tako ima dugu istoriju. Jedan od najstarijih konstantno korištenih tržnih centara na svetu je verovatno Čester rous. Počevši od 13. veka, u ovim pokrivenim alejama su bile smeštene trgovine, sa skladištima i smeštajem za trgovce na različitim nivoima. Pojedini redovi su se specijalizovali za različitu robu, kao što „pekarski red” ili „ribarski red”.

## Pravna pitanja
Jedan kontroverzni aspekat tržišnih centara je da oni efektivno zamenjuju tradicionalne glavne ulice. Neki potrošači preferiraju tržne centre, sa njihovim prostorima za parkiranje, kontrolisanim okruženjima i privatnim obezbeđenjem, u odnosu na centralne poslovne distrikte ili središta grada, koji često pružaju ograničene mogućnosti za parkiranje, imaju loše održavanje i podložni su vremenskim prilikama.
U responsu na razlike u gledištima, pojedine jurisdikcije, poput Kalifornije, proširile su pravo slobode govora kako bi se osiguralo da govornici mogu da dopru do potrošača koji radije kupuju, jedu i druže se unutar okvira privatnih trgovačkih centara.

## Literatura
- Hardwick, M. Jeffrey (2004). Mall Maker: Victor Gruen, Architect of an American Dream. ISBN 0812237625.
- Howard, Vicki (2015). From Main Street to Mall: The Rise and Fall of the American Department Store.
- Ngo-Viet, Nam-Son. Google Docs 2002. The Integration of the Suburban Shopping Center with its Surroundings: Redmond Town Center (PhD Dissertation) University of Washington.
- Scharoun, Lisa (2012). America at the Mall: The Cultural Role of a Retail Utopia. Jefferson, NC: McFarland.
- Lange, Alexandra (15. 2. 2018). „Malls and the future of American retail:  In a post-mall era, why are starchitects building more retail?”. Curbed. Приступљено 3. 3. 2018.

## Spoljašnje veze
- International Council of Shopping Centers (ICSC)
- American Institute of Architects Retail and Entertainment Committee Knowledge Community Архивирано на веб-сајту  (28. мај 2012)